# 聖三一座堂 (香港)
聖三一座堂，前名為聖三一堂，是香港聖公會東九龍教區的主教座堂，也是香港聖公會在九龍半島的首間華人聖堂，及在香港的第三間聖堂（第一間聖堂為聖約翰座堂，第二間聖堂為諸聖座堂），位於九龍馬頭涌馬頭涌道135號，為一座具有中國式建築風格的教堂（另一座是銅鑼灣的聖馬利亞堂），現被列為香港二級歷史建築。

## 堂址前身
聖三一堂原址為宋帝昰母楊太后之墓。她在宋室南逃期間，與愛女晉國公主同行，後晉國公主墮海溺斃，屍身不得尋，後人於是為其鑄造金身，葬於該址，人稱「金夫人墓」。20世紀前，除宋王臺外，該地還有一座晉國公主墓塚，以紀念帝昺的妹妹。墓塚原設於宋王臺西北不遠的小丘上，並建有一座大碑，後因興建聖三一堂而給湮沒。陳伯陶在1917年刊行的《宋臺秋唱》提及此墓塚「十年前碑址尚存，近因牧師築教堂於上，遺蹟湮沒矣。」

## 歷史

### 第一次建堂
1890年，一名隸屬於香港聖士提反堂的退休教友顧啟德與其夫人，在九龍城區一帶傳教，創辦聖三一堂，成為香港聖公會在九龍區歷史最悠久的聖堂。堂名聖三一是指三位一體，即聖父、聖子及聖靈本為一體。他們在西差會傳教士范女士的協助下，又在聖士提反堂主任鄺日修牧師的領導下，教友漸多，便於1901年向政府申請在宋王台聖山附近建堂，並在1902年建成。鄺牧師在聖士提反堂退休，本堂請他主理堂務，成為本堂的首任牧師。

### 第二次建堂
1903年春因政府收回該地以免影響聖山，堂址須搬遷至附近地區，維多利亞女校側（約為今天亞皆老街遊樂場），並在1905年建成新堂，由霍約瑟會督主持開幕典禮，當時可容三百餘人。之後該堂曾租用九龍寨城三座廢置官衙，作為藥局、學校及老人院之用。1921年，鄺日修牧師魂返天家。次年，諸聖堂李求恩牧師兼任該堂牧師。及後李牧師調任聖士提反堂，該堂堂務由諸聖堂曾紀岳牧師兼理。

### 第三次建堂
該堂再於1936年因政府另一次收地而遷至現址，成立建堂委員會，展開籌建工作。由吳建中先生負責新堂設計，採用中國建築物的形式。六月動工，11月21日由莫壽增會督主持奠基禮。1937年夏，建成現有建築，7月4日啟用。並於1938年8月31日晚上舉行祝聖禮，由何明華、莫壽增會督主持開幕。

### 日佔時期
1941年至1945年香港日治時期，聖三一堂停止運作，被日軍改作拘留所，教堂的設備，可搬動的，或存於教友家中，或存於老人院內，至戰後恢復。堂中雜草叢生，窗門破毁。附近房舍，或受戰火摧殘，或被日軍拆卸，早已蕩然無存，唯獨該堂仍然屹立不動。

### 建該堂轄下學校
堂務恢復初期，教區還沒有委派牧師到本堂主理，曾貫宜醫生負擔了大部份的堂務責任。主日聖餐則由曾紀岳或李求恩會吏長主持，直到1946年，教區才委派列蒲祐牧師為本堂主任。1950年列牧師北上廣州，堂主任由周夢秋牧師繼任。

1948年該堂籌辦小學與幼稚園，1955年全部完成；1962年10月28日，由何明華會督主持副堂奉獻禮；1968年該堂籌辦英文中學，1980年全部建築完成，6月1日由白約翰會督主持奉獻禮。中學的建成，中間經過無數波折，單以校址而論，港府就曾三易其地，幾經爭取，才定於何文田孝民街。更因港幣貶值，百物騰貴，建費由預算百餘萬元增至八百餘萬元。回溯開始籌建以至完成，已歷十二年歲月，畢竟完成了締建中學的任務，使該堂除了傳道外，教育方面，有一個由幼稚園、小學而至中學的完整體系。

### 建該堂轄下中心
該堂籃球場側，有三數間小石屋，原是員工的居所；還有一些空地，沒有實際的用途。謝博文法政牧師覺得這塊土地，不加以使用頗為可惜，因此提議籌建一座新廈，供作幼稚園、辦公室、福利中心和牧宅之用。提議在1981年10月25日該堂委聘伍秉堅則師樓張裕邦則師專責圖則的工作。1982年1月底，匯豐銀行白普理基金會答允捐助四百萬元，因此新廈定名為「聖三一白普理中心」。8月28日（92周年堂慶）舉行動土禮。1983年4月3日舉行奠基禮，8月28日（93周年堂慶）舉行平頂禮，1984年6月17日（聖三一主日）白普理中心舉行開幕禮，由鄺廣傑主教主持奉獻禮。這幢新廈的各種用途，以後都先後實現。最後啟用的是該堂社會服務中心，在1989年8月1日才正式投入服務。

### 重建副堂

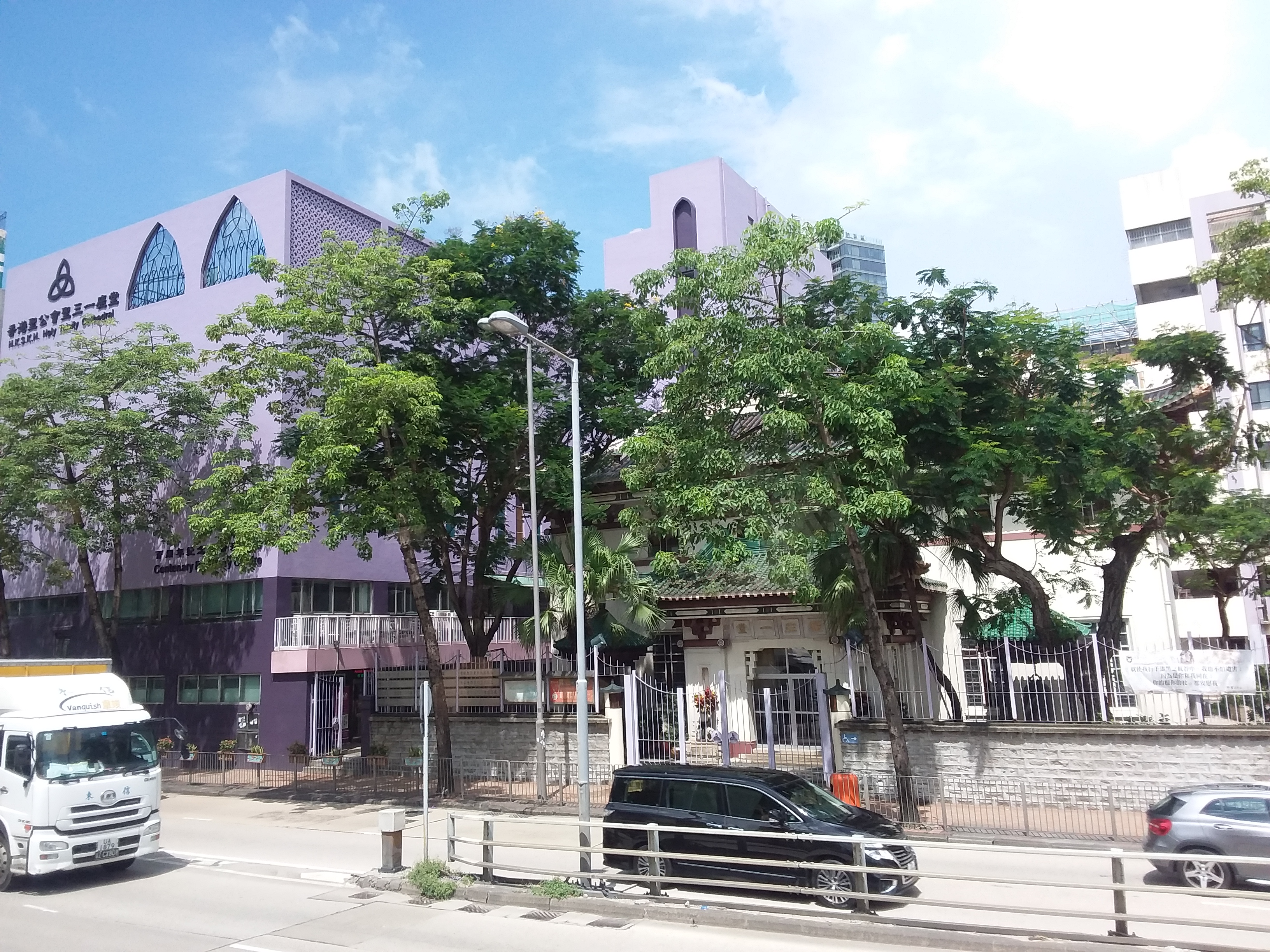
左方紫色建築為「百週年紀念白普理大樓」

1986年6月14日，該堂重建副堂，及後再獲得曾肇添家族慨捐1,500,000元，作為新副堂中一所新幼稚園──曾肇添幼稚園的建費，給教友們極大的鼓舞。新副堂在1989年7月28日落成，並名為百週年大樓，紀念該堂創辦100週年。在建築期中，張裕邦則師和周家全先生都曾有很大的幫助。曾肇添幼稚園於1989年5月7日獲教育署批准註冊；9月1日借用中心幼稚園課室開課。1990年12月16日百周年堂慶時，由鄺廣傑主教為這座百周年紀念大樓及曾肇添幼稚園主持奉獻禮。全堂教友都抱著感恩的心情參加這盛大的慶典。

### 重建小學
小學校舍已使用40餘年，頗為殘舊；況且學生漸多，不敷應用。1994年2月17日校董會會議通過重建校舍計劃，按本堂的經濟能力，分兩期進行。同年2月20日牧區議會通過接納重建計劃，繼而呼籲教友及學生家長捐款。1996年11月9日舉辦步行籌款，反應熱烈。1997年4月拆卸部分舊校舍；6月1日舉行動土禮；7月進行打樁；11月30日舉行奠基禮。1998年8月第一期新校舍建築完成；12月20日校慶感恩崇拜與新校舍啟用禮同時舉行。第二期校舍於2000年10月展開重建工程，2002年工程完成，同年12月1日舉行校舍奉獻禮。

### 由牧區到座堂
2008年香港聖公會東九龍教區第六屆教區議會通過全力支持徐贊生主教在聖三一堂設立東九龍教區座堂，起名為「聖三一座堂」。2009年10月15日起成為座堂，聖堂開始改建，並於2010年5月30日（聖三一主日）祝聖。

## 歷任堂主任／助理／義務／座堂牧師
座堂成立前
- 第1任：鄺日修牧師（1902年-1917年）
- 第2任：李求恩會吏長（1917年-1918年）
- 第3任：曾紀岳會吏長（1918年-1920年、1921年-1935年）
- 第4任：李應標法政牧師（1935年-1941年）
- 第5任：列蒲祜牧師（1946年-1950年）
- 第6任：周夢秋會吏長（1950年-1955年）
- 第7任：李應標法政牧師（1955年-1960年）
- 第8任：彭恩昌牧師（1960年-1967年）
- 第9任：黃羨雲法政牧師（1967年-1976年）
  - 曾繼才牧師（1968年-1971年、1972年-1973年）
- 第10任：謝博文法政牧師（1976年-1984年）
  - 陳衍昌牧師（1976年-1977年）
  - 招練俊牧師（1977年-1978年）
  - 周榮富牧師（1978年-1980年）
  - 蘇以葆牧師（1978年-1980年）
  - 黃德榮牧師（1978年-1980年）
  - 劉周勝牧師（1980年-1982年）
  - 陳衍昌牧師（1981年-1982年）
  - 范尚謀會吏（1982年）
  - 鄺保羅牧師（1982年-1986年）
  - 周伯明牧師（1983年-1984年）
- 第11任：陳衍昌牧師（1984年-2009年）
  - 龐得餘牧師（1985年-1997年）
  - 周伯明牧師（1986年-2008年）
  - 歐陽兆基牧師（1999年-2002年）
  - 呂利武會吏（2003年-2005年）
  - 葉慶璇牧師（2006年-2009年）

座堂成立後
- 第1任：陳衍昌法政牧師（2009年-2014年）
  - 葉慶璇牧師（2003年-2014年）
  - 陳國強牧師（2012年-2020年；2017年兼任聖奧古斯丁小堂主理聖品；2019年出任座堂副主任，2020年升任座堂主任）
- 第2任：鄧慶年會吏長（2015年5月31日-2018年12月31日）
  - 李國權牧師（2017年-2022年）
- 第3任：郭志丕主教（2019年-2020年）
  - 曾永昌牧師（2019年-）
- 第4任：陳國強座堂主任牧師（2020年-2021年4月30日）
- 第5任：郭志丕主教（2021年5月1日-2021年12月31日）
  - 李安業牧師（2021年5月1日-）
- 第6任：李安業座堂主任牧師（2022年1月1日-）
  - 陳宇豪牧師（2023年9月1日-）
  - 張文偉牧師（2024年1月1日-）

## 相關組織
- 香港聖公會
- 香港聖公會東九龍教區
- 聖公會聖三一堂中學
- 聖三一堂小學
- 聖三一堂曾肇添幼稚園
- 聖公會聖三一中心幼稚園幼兒園

## 備注
1. ↑  本座堂地址 （页面存档备份，存于），聖公會聖三一座堂
2. ↑   (PDF).   [2011-10-03]. （原始内容 (PDF)存档于2011-06-26）.

## 外部連結
- 香港聖公會 （页面存档备份，存于）
- 香港聖公會東九龍教區 （页面存档备份，存于）
- 聖三一座堂